# Малиновка (Белоярский муниципальный округ)
Малиновка — деревня в Белоярском районе Свердловской области России. Входит в Белоярский муниципальный округ.
Ранее деревня входила в состав Режиковского сельсовета Белоярского района.

## География
Малиновка располагается на левом берегу реки Пышмы, в 14 километрах на северо-восток от посёлка Белоярского.

### Часовой пояс
Малиновка, как и вся Свердловская область, находится в часовой зоне МСК+2. Смещение применяемого времени относительно UTC составляет +5:00.

## Население
| 2002 | 2010 | 2021 |
| ---- | ---- | ---- |
| 151  | ↘90  | ↘73  |

## Инфраструктура
В Малиновке три улицы: Лесная, Набережная и Полевая.